# Åke Pleijel
Åke Vilhelm Carl Pleijel, född 10 augusti 1913 i Stockholm, död 24 september 1989, var en svensk matematiker. 

## Biografi
Åke Pleijel var son till Henning Pleijel och Eva Bergenström
Pleijel blev filosofie doktor i matematik vid Stockholms högskola 1940, där han hade Torsten Carleman som handledare. Han blev 1949 professor i matematik vid Kungliga Tekniska högskolan i Stockholm, där han efterträdde Johannes Malmquist, som hade gått i pension 1948. Pleijel stannade dock bara till 1952 och efterträddes 1954 på professuren av Göran Borg. Samma år övergick han till en professur vid Lunds universitet, där han blev kvar fram till 1967, och var slutligen professor vid Uppsala universitet 1967–1979. Pleijel arbetade framför allt med så kallade egenvärdesproblem inom teorin för partiella differentialekvationer.
Pleijel invaldes 1952 som ledamot nummer 971 av Kungliga Vetenskapsakademien.

### Familj
Åke Pleijel var gift med Sonja Berg Pleijel samt far till Agneta, Sonja och Maria Pleijel. Han gifte om sig med Margit Ingrid Riesz-Pleijel, dotter till Marcel Riesz.
Åke Pleijel är begravd på Norra kyrkogården i Lund.